# Adriaan van Dijk (1743-1817)
Adriaan van Dijk (Eindhoven, 9 oktober 1743 - Eindhoven, 13 november 1817) is een voormalig burgemeester van de Nederlandse stad Eindhoven. 
Van Dijk werd geboren als zoon van Burgemeester Johan van Dijk en Henrica Dielen. 
In  1774 en 1775 was hij burgemeester van Eindhoven, in 1796 luitenant van de burgermacht te Eindhoven. Zijn broers Peter en Godefridus zijn ook burgemeester geweest.
Hij trouwde te Eindhoven op 29 september 1771  met Anna Maria Smits, dochter van Burgemeester Antoni Smits en Joanna Maria (Jeanette) van der Heijden, gedoopt op 20 januari 1748 te Eindhoven, overleden in Eindhoven op 29 mei 1790. 